# Greg Evigan
Greg Evigan, właśc. Gregory Ralph Evigan (ur. 14 października 1953 w South Amboy) – amerykański aktor telewizyjny i filmowy, kompozytor.

## Wczesne lata
Urodził się w South Amboy, w stanie New Jersey jako syn Barbary Elizabeth Evigan, pianistki, i Ralpha Milana Evigana, elektryka. Dorastał w Sayreville, w New Jersey.

## Kariera
Miesiąc po ukończeniu szkoły średniej, w wieku 17. lat otrzymał rolę na scenie Broadwayu w musicalu Jesus Christ Superstar (od 12 października 1971 do 30 czerwca 1973), a następnie odbył dwuletnie tournée, grając postać Danny’ego Zuko w musicalu Grease.
Zdobył powodzenie w dwóch sitcomach NBC: B.J. i Bear (B.J. and the Bear, 1979–1981) jako B.J. McKay, kierowca samochodu ciężarowego, którego najlepszym przyjacielem był szympans o imieniu Bear oraz Moi dwaj tatusiowie (My Two Dads, 1987–1990), w którym wystąpił jako jeden z dwóch przyjaciół matki, wychowujący jej nastoletnią córkę Bradford. Potem zyskał na popularności w serialu kryminalnym fantastycznonaukowym TekWar (1994, 1995–1996) jako Jake Cardigan. Skomponował utwory to telewizyjnej czarnej komedii Partnerzy (Partners, 2000) z udziałem Caspera Van Diena.

## Życie prywatne
3 czerwca 1979 ożenił się z tancerką Pamelą C. Serpe. Mają troje dzieci: syna Jasona Gregory’ego (ur. 10 czerwca 1983) oraz dwie córki: Vanessę Lee (ur. 18 marca 1981) i Brianę (ur. 23 października 1986).

## Filmografia

### Filmy
- 1976: Scorchy jako Alan
- 1987: Stripped to Kill jako detektyw Heineman
- 1989: Obcy z głębin (DeepStar Six) jako McBride
- 1996: House of the Damned jako Will South
- 1998: Mel jako Peter
- 1998: Pionek (The Pawn) jako Ray
- 1999: Pets jako Patrick
- 2000: Big Sound jako Bill Sutton
- 2001: Słodka Zemsta (Sweet Revenge) jako Matt
- 2003: Lato w Arizonie (Arizona Summer) jako Rick Butler
- 2005: River's End jako trener Kramer
- 2015: Urodzinowy koszmar (16 and Missing) jako Monte

### Filmy TV
- 1978: BJ and the Bear jako Billy Joe 'BJ' McKay
- 1983: Maskarada (Masquerade) jako Danny Doyle
- 1985: Private Sessions jako Rick
- 1986: Northstar jako Major Jack North
- 1989: The Lady Forgets jako Tony Clay
- 1991: Pocałunki i kłamstwa (Lies Before Kisses) jako Ross
- 1991: Hasło: kocham cię (P.S.I. Luv U) jako Cody Powell (Joey Paciorek)
- 1992: Columbo: A Bird in the Hand jako Harold McCain
- 1994: TekWar: TekLab jako Jake Cardigan
- 1994: TekWar: TekJustice jako Jake Cardigan
- 1994: Wojna z Władcami Teku, kolejne starcie (TekWar: TekLords) jako Jake Cardigan
- 1994: Jeden z naszych (One of Her Own) jako Charlie Lloyd
- 1994: TekWar jako Jake Cardigan
- 1995: Deadly Family Secrets jako Eddie
- 1998: Trzęsienie ziemi w Nowym Jorku (Earthquake in New York) jako detektyw John Rykker
- 2001: Spirit jako Jesse
- 2001: Morderstwo wśród przyjaciół (Murder Among Friends) jako Steve
- 2002: Ktoś nad tobą czuwa (He Sees You When You're Sleeping) jako Joe
- 2003: Prosto z serca (Straight From the Heart) jako Edward Morgan
- 2005: Cerberus jako Cutter
- 2005: Odnaleziona jako Charles Drake
- 2008: 100 Million BC jako LCDR Ellis Dorn

### Seriale TV
- 1976: The Six Million Dollar Man jako Joe Hamilton
- 1977: All That Glitters
- 1978: One Day at a Time jako Doug
- 1978: Dallas jako Willie Guest
- 1979: Barnaby Jones jako Blue Simpson
- 1983: Sława (Fame) jako Will
- 1983–1984: Masquerade jako Danny Doyle
- 1986: Napisała: Morderstwo (Murder, She Wrote) jako Brad Kaneally
- 1986: Hotel jako Tony Patterson
- 1987: Matlock jako Eric Gordon / Josh Sinclair
- 1987–1990: Moich dwóch tatusiów (My Two Dads) jako Joey Harris
- 1989: Nowa seria Alfred Hitchcock przedstawia (Alfred Hitchcock Presents) jako David Whitmore
- 1991: Hasło: kocham cię (P.S. I Luv U) jako Cody Powell / Joey Paciorek
- 1995: Dotyk anioła (Touched by an Angel) jako Bill Salisbury
- 1995: TekWar jako Jake Cardigan
- 1996–1997: Melrose Place jako dr Dan Hathaway
- 1997: Siódme niebo (7th Heaven) jako Ron Kramer
- 1997: W słońcu Kalifornii (Pacific Palisades) jako Robert Russo
- 1999: Sekrety Weroniki (Veronica’s Closet) jako Justin
- 1999: Dotyk anioła (Touched by an Angel) jako Bo
- 1999: Family Rules jako Nate
- 2000: Oh Baby jako Billy
- 2000: Big Sound jako Bill Sutton
- 2001: Reba jako stolarz Bill Haden
- 2001: Big Sound jako Bill Sutton
- 2001: Po tamtej stronie (The Outer Limits) jako James Dreeden, dyrektor Ekipy lotniczej
- 2003: Detektyw Hunter (Hunter) jako Lance Allen
- 2003: JAG – Wojskowe Biuro Śledcze (JAG) jako Kierownik
- 2005: CSI: Kryminalne zagadki Miami (CSI: Miami) Sean Walsh
- 2006: Krok od domu (Close to Home) jako trener Ron Bass
- 2007: Gotowe na wszystko (Desperate Housewives) jako Charles McLain
- 2008: Dowody zbrodni (Cold Case) jako Chuck Collier '08
- 2012: Zbrodnie Palm Glade (The Glades) jako Bruce Phillips
- 2012: The Finder jako Bronski
- 2015: CSI: Kryminalne zagadki Las Vegas jako Bruce Waters
- 2017: Kości (Bones) jako Rick Tobine
- 2018: Szpital miejski (General Hospital) jako Jim Harvey
- 2018: 9-1-1 jako Roger

### Gry komputerowe
- 2008: Podróż do wnętrza ziemi 3D (Journey to the Center of the Earth) jako Joseph Harnet